# 薬丸岳
薬丸 岳（やくまる がく、1969年8月26日 -）は、日本の小説家。2005年にデビュー作『天使のナイフ』で第51回江戸川乱歩賞を受賞。日本推理作家協会現会員。本名読みは「やくまる たけし」。

## 人物・経歴
兵庫県明石市に生まれるが、広告代理店に勤める父親が転勤族だったため、あちこちを転々とした後、小学5年生の時から東京に住み始める。その父からチケットをよくもらっていたことから幼い頃から映画に親しむ。特に好きだったのはスティーブ・マックイーン。名画座に通いつめるうちに、映画評論家や映画監督になりたいと思うようになるが、高校生の時には金子正次が脚本・主演を担当した『竜二』を見て俳優を志す。1988年、駒澤大学高等学校を卒業。
東京キッドブラザースの入団試験を受け合格するが、ミュージカルが肌に合わずに断念、半年ほどで退団した。その後、バーテンダーなどを経て、シナリオを学び始め、日本脚本家連盟ライターズスクール66期卒業、同連盟理事の脚本家西条道彦に師事していた。ライターズスクールで偶然隣の席になったことから仲良くなったのが、歌手の木山裕策である。
脚本家の道も成果が出ず、漫画原作者を目指すようになり、『MANGAオールマン』の佳作に入選したこともあったが、その道にも行き詰まりを感じるようになった。そんな時に出会ったのが、第47回江戸川乱歩賞受賞作の高野和明の「13階段」であった。この作品に衝撃を受け、本格的に小説家を目指すようになった。こうして生まれたのが少年法を扱った「天使のナイフ」であり、そもそも少年法に興味を持つきっかけとなったのは、19歳の頃に起こった女子高生コンクリート詰め殺人事件であった。乱歩賞受賞当時は「秋葉俊介」というペンネームであったが、逢坂剛のアドバイスにより現筆名に変更した。

## 文学賞受賞・候補歴
- 2005年 - 「天使のナイフ」で第51回江戸川乱歩賞受賞[4]。
- 2007年 - 「オムライス」で第60回日本推理作家協会賞（短編部門）候補[5]。
- 2011年 - 『ハードラック』で第14回大藪春彦賞候補[6]。
- 2014年 - 『友罪』で第35回吉川英治文学新人賞候補[7]。
- 2014年 - 「不惑」で第67回日本推理作家協会賞（短編部門）候補[8]。
- 2016年 - 『Aではない君と』で第37回吉川英治文学新人賞受賞[9]。
- 2017年 - 「黄昏」で第70回日本推理作家協会賞（短編部門）受賞[10]。

## ミステリ・ランキング
- 週刊文春ミステリーベスト10
  - 2005年 - 『天使のナイフ』2位

- このミステリーがすごい!
  - 2024年 - 『最後の祈り』44位

- 本格ミステリ・ベスト10
  - 2006年 - 『天使のナイフ』17位

## 作品リスト

### 単著

#### 刑事・夏目信人シリーズ
- 刑事のまなざし（2011年6月 講談社 / 2012年6月 講談社文庫）
  - 収録作品：オムライス / 黒い履歴 / ハートレス / 傷痕 / プライド / 休日 / 刑事のまなざし
- その鏡は嘘をつく（2013年12月 講談社 / 2016年3月 講談社文庫）
- 刑事の約束（2014年4月 講談社 / 2016年7月 講談社文庫）
  - 収録作品：無縁 / 不惑 / 被疑者死亡 / 終の住処 / 刑事の約束
- 刑事の怒り（2018年1月 講談社 / 2020年3月 講談社文庫）
  - 収録作品：黄昏 / 生贄 / 異邦人 / 刑事の怒り

#### その他
- 天使のナイフ（2005年8月 講談社 / 2008年8月 講談社文庫 / 2021年8月 講談社文庫【新装版】）
- 闇の底（2006年9月 講談社 / 2009年9月 講談社文庫）
- 虚夢（2008年5月 講談社 / 2011年5月 講談社文庫）
- 悪党（2009年7月 角川書店 / 2012年9月 角川文庫）
  - 収録作品：悪党 / 復讐 / 形見 / 盲目 / 慟哭 / 帰郷 / 今際
- ハードラック（2011年9月 徳間書店 / 2015年2月 講談社文庫）
- 死命（2012年4月 文藝春秋 / 2014年11月 文春文庫 / 2024年11月 幻冬舎文庫）
- 逃走（2012年10月 講談社 / 2014年7月 講談社文庫）
- 友罪（2013年5月 集英社 / 2015年11月 集英社文庫）
- 神の子（2014年8月 光文社【上・下】 / 2016年12月 光文社文庫【上・下】）
- 誓約（2015年3月 幻冬舎 / 2017年4月 幻冬舎文庫）
- アノニマス・コール（2015年6月 KADOKAWA / 2018年11月 角川文庫）
- Aではない君と（2015年9月 講談社 / 2017年7月 講談社文庫）
- ラストナイト（2016年7月 実業之日本社 / 2019年8月 角川文庫）
- ガーディアン（2017年2月 講談社 / 2019年3月 講談社文庫）
- 蒼色の大地（2019年5月 中央公論新社 / 2022年11月 中公文庫）
- 告解（2020年4月 講談社 / 2022年8月 講談社文庫）
- ブレイクニュース（2021年6月 集英社 / 2024年6月 集英社文庫）
- 刑事弁護人（2022年3月 新潮社/ 2025年3月 講談社文庫【上・下】）
- 罪の境界（2022年12月 幻冬舎 / 2024年10月 幻冬舎文庫）
- 最後の祈り(2023年4月 角川書店)
- 籠の中のふたり（2024年7月 双葉社）
- こうふくろう（2025年6月 小学館）

### アンソロジー
「」内が薬丸岳の作品
- ザ・ベストミステリーズ 2007 推理小説年鑑（2007年7月 講談社）「オムライス」
  - 【分冊・改題】MARVELOUS MYSTERY 至高のミステリー、ここにあり ミステリー傑作選（2010年11月 講談社文庫）
- ザ・ベストミステリーズ 2008 推理小説年鑑（2008年7月 講談社）「黒い履歴」
  - 【分冊・改題】Doubt きりのない疑惑 ミステリー傑作選（2011年11月 講談社文庫）
- ザ・ベストミステリーズ 2009 推理小説年鑑（2009年7月 講談社）「ハートレス」
  - 【分冊・改題】Spiral めくるめく謎 ミステリー傑作選（2012年11月 講談社文庫）
- ザ・ベストミステリーズ 2010 推理小説年鑑（2010年7月 講談社）「休日」
  - 【分冊・改題】Logic 真相への回廊 ミステリー傑作選（2013年4月 講談社文庫）
- 現場に臨め（2010年10月 光文社カッパ・ノベルス / 2014年4月 光文社文庫）「償い」
- デッド・オア・アライヴ（2013年12月 講談社 / 2014年9月 講談社文庫）「不惑」
- ザ・ベストミステリーズ 2014 推理小説年鑑（2014年5月 講談社）「不惑」
  - 【分冊・改題】Love 恋、すなわち罠 ミステリー傑作選（2017年10月 講談社文庫）
- 所轄 警察アンソロジー（2016年10月 ハルキ文庫）「黄昏」
- ザ・ベストミステリーズ2017 推理小説年鑑（2017年5月 講談社）「黄昏」
  - 【再編集・改題】ベスト6ミステリーズ2016（2020年4月 講談社文庫）
- 宮辻薬東宮（2017年6月 講談社 / 2019年11月 講談社文庫）「わたし・わたし」
- 推理作家謎友録 日本推理作家協会70周年記念エッセイ（2017年8月 角川文庫）※エッセイアンソロジー
- ザ・ベストミステリーズ 2020 推理小説年鑑（2020年10月 講談社）「嫌疑不十分」
- Day to Day（2021年3月 講談社 / 2021年3月 講談社【愛蔵版】）「5/25」

### 単著未収録作品
- ロール・レタリング（講談社『小説現代』2005年9月号）
- 同姓同名（講談社『小説現代』2007年2月号）
- 誰かが私のそばにいる（新潮社『小説新潮』2007年6月号）
- スターティング・オーバー（新潮社『小説新潮』2007年12月号）
- 償い（講談社『小説現代』2008年4月号）
- アイデンティティー（新潮社『小説新潮』2009年1月号）
- ムジナ（集英社『小説すばる』2010年3月号）
- メッセンジャー（講談社『小説現代』2012年2月号）
- wannabe（ワナビー）（新潮社『小説新潮』2012年2月号）
- 少年のまなざし（講談社『IN★POCKET』2013年10月号）
- 神の配剤（光文社『ジャーロ』No.79 2021 NOVEMBER - ）

## 映像化作品

### 映画
- 友罪（2018年5月25日公開、配給：ギャガ、監督：瀬々敬久、主演：生田斗真・瑛太）[11]

### テレビドラマ
- 悪党（2012年11月30日、フジテレビ系「金曜プレステージ」枠、主演：滝沢秀明）[12]
- 刑事のまなざし（2013年10月7日 - 12月16日、全11話、TBS系「月曜ミステリーシアター」枠、主演：椎名桔平）[13]
- 天使のナイフ（2015年2月22日 - 3月22日、全5話、WOWOW「連続ドラマW」枠、主演：小出恵介）[14]
- Aではない君と（2018年9月21日、テレビ東京系、主演：佐藤浩市）[15]
- 悪党〜加害者追跡調査〜（2019年5月12日 - 6月16日、全6話、WOWOW 「連続ドラマW」枠、主演：東出昌大、原作：悪党）[16]
- 死命〜刑事のタイムリミット〜（2019年5月19日、テレビ朝日系「日曜プライム」枠、主演：吉田鋼太郎、原作：死命）[17]